# Cortocircuito (film)
Cortocircuito è un film del 1943 diretto da Giacomo Gentilomo.

## Trama
Due uomini vengono uccisi con lo stesso "modus operandi": sono medici di una clinica dove è ospitato uno scrittore di libri gialli. Quest'ultimo viene sospettato dagli investigatori come il possibile assassino: uno dei delitti viene descritto in un suo romanzo in maniera simile. Lo stesso scrittore inizia a dubitare di essere vittima di uno sdoppiamento della personalità. 

## Produzione
Il film fu girato a Pisorno negli studi della Tirrenia.

## Distribuzione
Il film arrivò nelle sale cinematografiche italiane il 6 aprile del 1943.